# Janiki Wielkie (przystanek kolejowy)
Janiki Wielkie – zlikwidowany w 1945 roku przystanek osobowy w Janikach Wielkich na linii kolejowej Miłomłyn – Myślice, w województwie warmińsko-mazurskim.